# Uleomyces comedens
Uleomyces comedens är en svampart som beskrevs av Syd. 1926. Uleomyces comedens ingår i släktet Uleomyces och familjen Cookellaceae.   Inga underarter finns listade i Catalogue of Life.